# لجنة العلاقات العامة السعودية الأمريكية
لجنة العلاقات العامة السعودية الأمريكية واختصارها «سابراك» هي مجموعة مؤيدة السعودية للعلاقات العامة وكسب التأييد ومقرها في واشنطن العاصمة. تهدف إلى تحسين صورة السياسة الخارجية السعودية في الولايات المتحدة وتعزيز العلاقات بين المملكة العربية السعودية والولايات المتحدة. أسسها سلمان الأنصاري في مارس 2016، وهو كاتب سعودي ومعلق سياسي ويقع مقرها الرئيسي في حي جورج تاون بواشنطن العاصمة. تحصل المجموعة على تمويلها من الاشتراكات عبر الإنترنت وتمويل الشركات وتسعى إلى التأثير على صانعي السياسة أكثر من عامة الناس وفقًا للمراقبين السياسيين.
في يوليو 2017، اشترت سابراك بمبلغ قدره 138,000 دولارًا على سبع قنوات تلفزيونية مدة 30 ثانية، ثم 120,000 دولار مقابل أربعة إعلانات تليفزيونية تم عرضها أثناء مقابلة في برنامج «قابل الصحافة» على هيئة الإذاعة الوطنية. تهدف هذه الإعلانات إلى تصوير قطر في صورة سيئة، ووصفها بأنها دولة راعية للإرهاب، ومعارضة للحلفاء الأمريكيين في الشرق الأوسط. أسست سابراك موقعًا إلكترونيًا يسمى «قطر من الداخل» (بالإنجليزية: The Qatar Insider)، والذي يعمل كنشرة إخبارية، لتقلل من شأن الحكومة القطرية وسياساتها. كما اشترت شرائح إعلانية في برامج الكيبل الإخبارية التي تلعب دور في بطولة بريطانيا المفتوحة للجولف، والتي كانت، بحسب ريم دافا، المدير التنفيذي للمجموعة، خطوة مدروسة للتأثير على الرئيس ترامب، وهو متعطش للجولف. ومع ذلك، قال المؤسس، سلمان الأنصاري، إن دور سابراك هو دور «إعلامي» وليس «دعوة».
حث باري بينيت، عضو ممارسة ضغط ومستشار جمهوري، وزارة العدل الأمريكية في رسالة للتحقيق في سابراك لقيامها بانتهاك قانون تسجيل الوكلاء الأجانب. المجموعة مسجلة في مجلس النواب الأمريكي ومجلس الشيوخ الأمريكي باعتبارها جماعة ضغط بموجب قوانين الدعوة المحلية. في سبتمبر 2017، سجلت المجموعة كوكيل أجنبي.